# 科瓦克
科瓦克（英語：Korvac），本名麥可·科瓦克（Michael Korvac），是漫威漫画裡的一位反派人物。原是位电脑技术员，诞生在公元2977年的月球，下半身的电脑能分析对手的数据和科技。

## 能力
超快速度
灵魂出窍
放出和吸收能量
宇宙级别的感知
操纵维度
应用和能量转换
用能量做盾防御和附能量攻击
强化的自愈力
影像投射
永生
超强智能与知识
刀枪不入
吸收物质
模仿能力
影响别人超能力包括让星鹰失去感知自己存在的能力
修改现实
控制沙子
改变大小
超级耐力
超级力量
念力控制物体
读心
精神对话
空间传送
控制时间
时间旅行
穿越进不同维度与现实

## 其他媒體

### 電視
- 《復仇者聯盟：史上最強英雄戰隊》：由特羅伊·貝克配音。
- 《終極蜘蛛人》：由詹姆斯·馬斯特斯配音。

### 遊戲
- 《樂高漫威超級英雄2（英语：Lego Marvel Super Heroes 2）》